# Milan Pekař
Milan Pekař (* 11. května 1980, Praha) je keramický designér, keramik a vysokoškolský učitel.

## Život
Narodil se v Praze, kde v letech 2000–2006 vystudoval Vysokou školu uměleckoprůmyslovou (UMPRUM), v roce 2005 absolvoval studijní pobyt na Univerzitě umění a designu v Helsinkách. Působil jako asistent prof. Maxima Velčovského v Ateliéru keramiky a porcelánu, od roku 2011 jako docent.
V roce 2009 si založil vlastní Milan Pekař Studio v Praze, ve kterém se specializuje na výrobu porcelánových váz. V posledních čtyřech letech se Pekař zabýval tvorbou takzvaných krystalických glazur. Na své cestě za novými barevnými glazurami například vytvořil metalické krystalické glazury, které jsou v dnešním světě unikát. Přestože technika krystalických glazur není nová, Pekařova metoda se liší především díky barevným kombinacím, které se mu podařilo vytvořit a také díky designu jeho váz, který dá určitým barvám zvlášť vyniknout.
V roce 2014 byl nominován na cenu Czech Grand Design a získal Cenu veřejnosti.  

### Krystalická glazura
Směs ingrediencí keramické glazury se nanáší na vázu a vypaluje při vysokých teplotách. Střídáním extrémně vysoké a nízké teploty, anebo naopak jejím udržováním po dobu několika hodin, se na povrchu vázy vytváří krystaly. Ve zkratce se vytváří umělé prostředí pro růst krystalů, které by jinak na podobném materiálu rostly několik tisíc let.
V průběhu tohoto náročného procesu i následného sušení některé vázy praskají, čímž trpí především větší vázy, u kterých je pravděpodobnost narušení jejich povrchu větší. Další zajímavostí je, že krystaly rostou samovolně do různých velikostí, tvarů, reagují na různé oxidy a ingredience jinak – proto je taková krystalická váza opravdu jedinečná. Nikdy nebudou vytvořené dvě stejné.

## Výstavy a ocenění

### Kolektivní výstavy
- 2001 Design centrum, Praha, Brno
- 2002 Prof. Šerák a jeho žáci, České Budějovice
- 2003 Electrorobot Galerie Home, Praha
- 2004 Art & Decoration, Veletržní palác, Praha
- 2004 Designblok, Botel Neptun, Praha
- 2006 Galerie THUN Lesov
- 2006 Galerie Marianne Heller Heidelberg
- 2006 European Ceramic Context Denmark
- 2006 Institut Francais de Prague. Domeau & Perés
- 2006 Designblok Prague
- 2014 Fire/Clay/Ice/Václav Šerák a jeho žáci, Uměleckoprůmyslové muzeum
- 2014 Muzeum Teplice, 12. Mezinárodní symposium malby na porcelán
- 2014 Mint shop London, Element of craft
- 2014 Clayarch museum, South Korea. Contemporary Ceramic in Asia
- 2014 Designblok Praha
- 2015 Národní technické muzeum v Praze, Czech Grand Design
- 2015 Plzeň, Domus
- 2015 International ceramics competition carouge 2015
- 2015 Prague Days v Dublinu
- 2015 Milan Design Week, Palazzo Litta.
- 2015 Galerie Mario Mauroner, Vídeň
- 2015 III. International Triennial of Ceramics UNICUM Slovenia
- 2016 Chungnam National University Korea
- 2016 Uměleckoprůmyslové muzeum, Brno
- 2017 Bensimon Gallery Paříž

### Ocenění
- Nominován a oceněn jako Objev roku, Czech Grand Design 2006
- Nominován na Designéra roku, Czech Grand Design 2014[2]
- Oceněn Cenou veřejnosti, Czech Grand Design 2014